# Klammsee

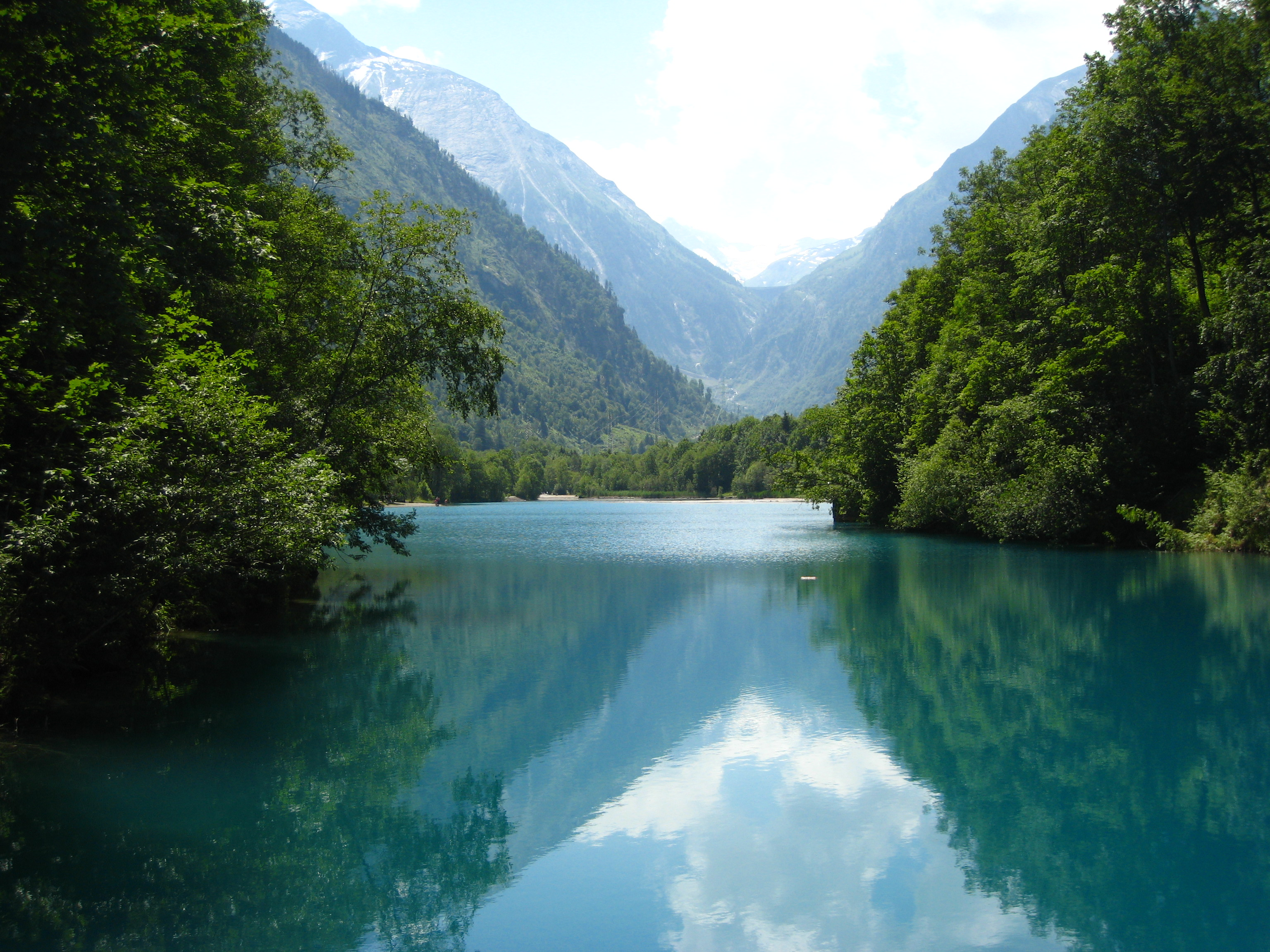
Klammsee

Der Klammsee ist ein Stausee und liegt auf dem Gemeindegebiet von Kaprun im Bundesland Salzburg in Österreich.
Der Klammsee ist ein Tagesspeicher mit einem Volumen von 200.000 m³ und Teil des Kraftwerks Kaprun. Die Staumauer Bürgsperre mit einer Höhe von 19 m staut die Kapruner Ache und sammelt Wasser des Kapruner Tales, das nicht in der Hauptstufe des Kraftwerks erfasst wird. Die Inbetriebnahme erfolgte 1947.
Unterhalb der Sperre liegt die Sigmund-Thun-Klamm.
Für die Kraftwerksgruppe Kaprun ist der Klammsee für die Schwarzstartfähigkeit notwendig.